# Henri de Mesmes
Henri de Mesmes (auch: Henri Ier de Mesmes; * 30. Januar 1532 in Paris; † 1. August 1596 ebenda) aus der Familie Mesmes war ein französischer Staatsbeamter, Mäzen und Memorialist. Er ist nicht zu verwechseln mit Henri II de Mesmes (1585–1660).

## Leben und Werk
Henri de Mesmes war der älteste Sohn des Diplomaten Jean-Jacques de Mesmes (1490–1569). Er hatte einen Enkel gleichen Namens, auf den in Paris das ehemalige Hôtel de Mesmes zurückging. Henri de Mesmes besuchte das Collège de Bourgogne und studierte in Toulouse. Er wurde hoher Staatsbeamter. 1570 handelte er den  Frieden von Saint-Germain aus. Als er 1575 in Ungnade fiel, schrieb er seine Lebenserinnerungen, die bis 1886 Manuskript blieben.
Henri de Mesmes war gelehrt, sammelte Manuskripte, unterhielt eine der besten Bibliotheken in Paris und trat als Mäzen auf. Zahlreiche Intellektuelle widmeten ihm ihre Bücher (Jean Dorat, Adrien Turnèbe, Denis Lambin, Claude Fauchet, Henri Estienne, François Hotman, Étienne Pasquier und Jean Passerat, der Hauslehrer seines Sohnes).

## Werke
- Mémoires inédits de Henry de Mesmes. Suivis de ses Pensées inédites écrites pour Henri III. Précédés de la Vie publique et privée de Henri de Mesmes. Hrsg. Édouard Frémy. E. Leroux, Paris 1886. Slatkine, Genf 1970.
- (Teiltext in:) Étienne de La Boétie: De la servitude volontaire ou Contr'un. Suivi de sa Réfutation par Henri de Mesmes. Hrsg. Nadia Gontarbert. Gallimard, Paris 1993. (Henri de Mesmes argumentiert im Namen der Verantwortungsmoral gegen die Überzeugungsmoral von La Boétie)